# 蓼子乡
蓼子乡，是中华人民共和国重庆市城口县下辖的一个乡镇级行政单位。

## 行政区划
蓼子乡下辖以下地区：
长元村、长湾村、明安村、骑龙村、天池村、梨坪村、穴沱村、中心村、金寨村、茶林村、当阳村和新开村。